# Aerógrafo

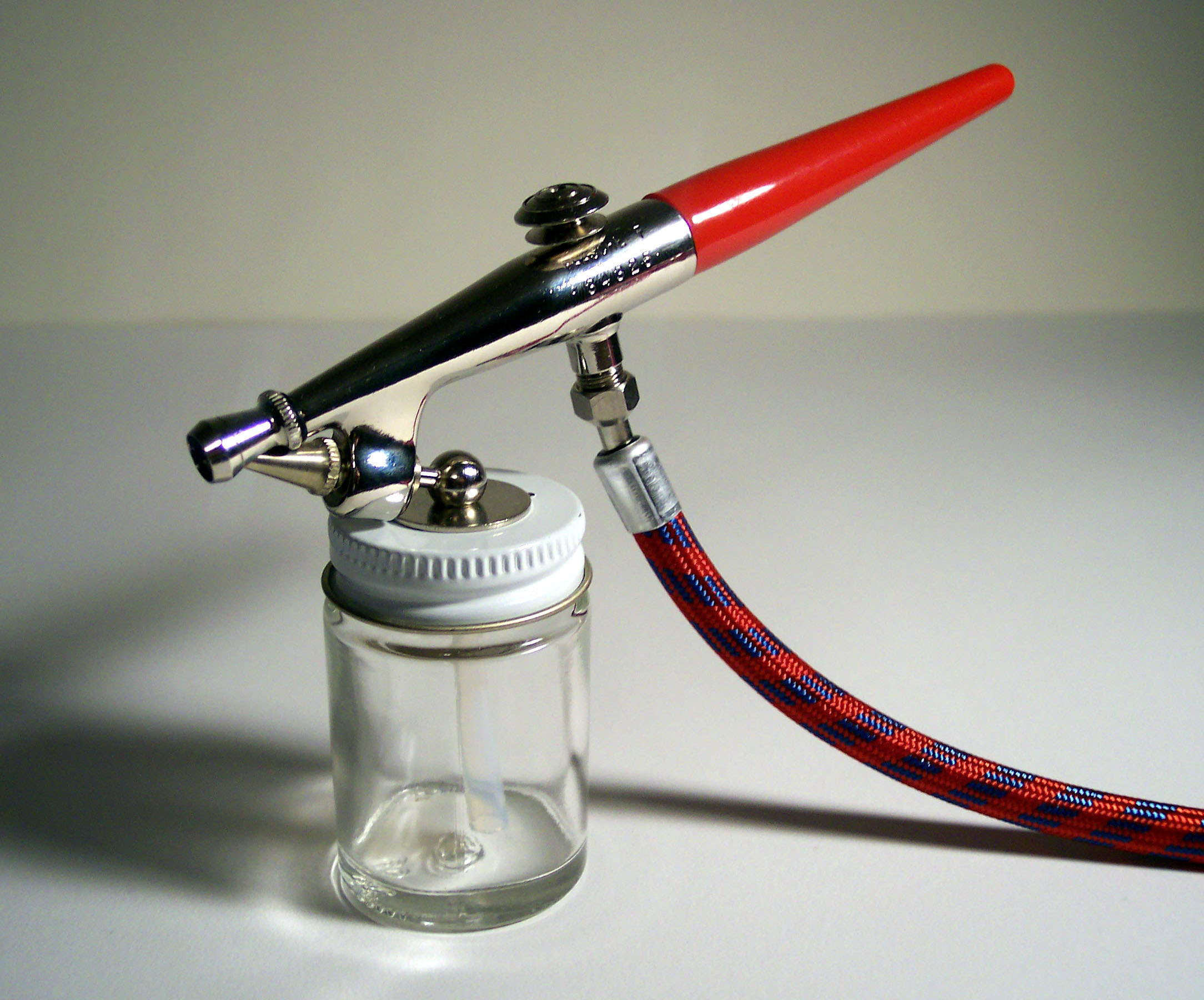
Aerógrafo de acción simple con mezclador externo.

El aerógrafo es un dispositivo neumático que genera un fino rocío de pintura, tinte o revestimiento protector de diámetros variados y que sirve para recubrir superficies generalmente pequeñas con fines artísticos o industriales,  o realizar dibujos a mano alzada con fines modelisticos o artísticos.

## Componentes
Puede constar de un atomizador con forma de lápiz para aplicar la aspersión con sumo detalle, tal y como requieren el sombreado de dibujos y el retocado de fotografías, así como también un contenedor con el material asperjado; en cambio, una pistola atomizadora es una herramienta similar, pero que es normalmente usada para trabajar con grandes superficies.
Los aerógrafos más convencionales constan del cuerpo del aerógrafo,  un gatillo accionador, una aguja, una copa, puntera y cono direccionador.

## Tipos

### Acción simple
Los términos «acción simple» y «doble acción» se refieren a la función de la palanca. Un aerógrafo de acción simple es aquel en el que la palanca solo controla el suministro de aire. Los modelos más simples funcionan de este modo, y la pintura se controla desde otro punto. La mayoría de los aerógrafos de este tipo están alimentados por succión.

### Doble acción independiente

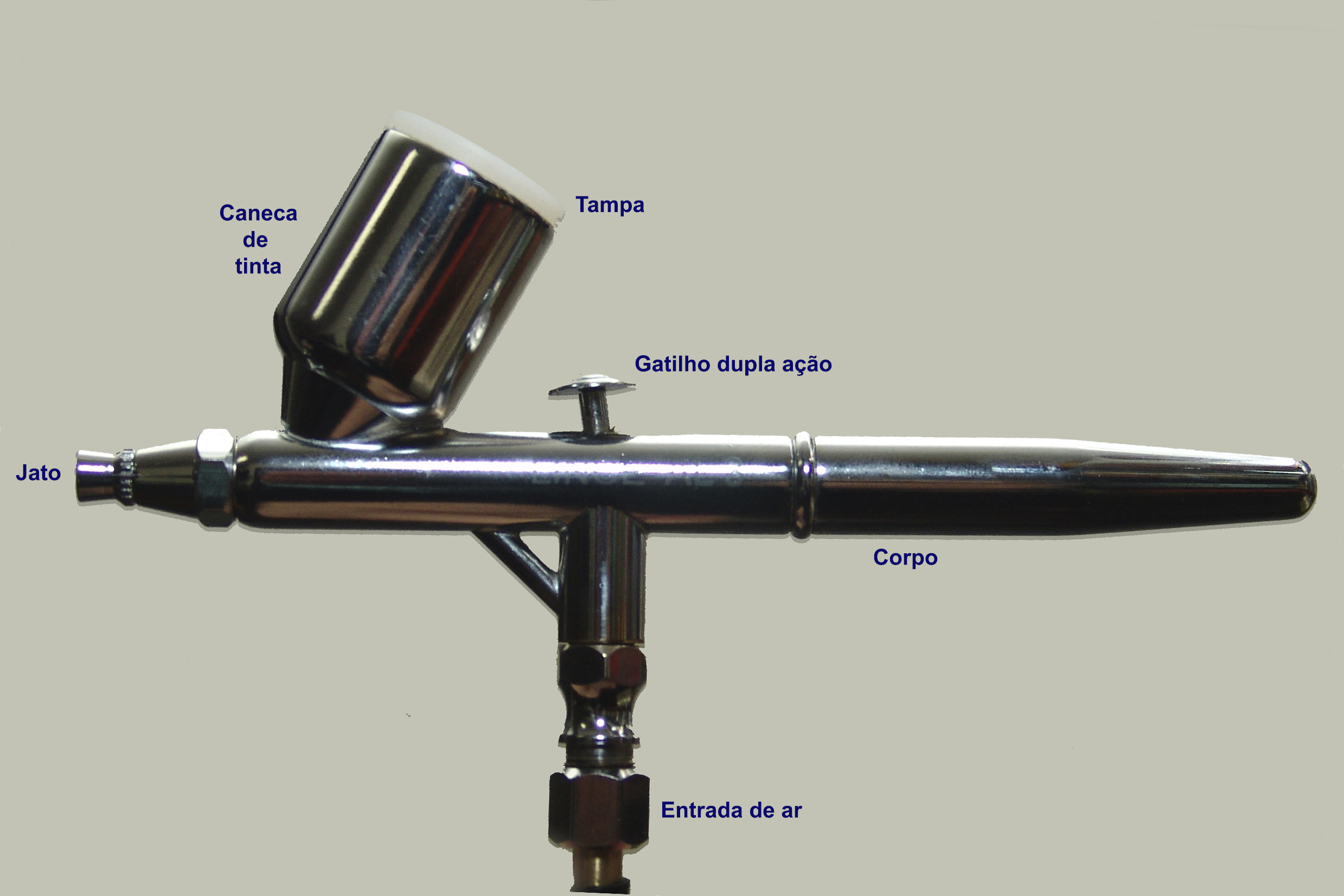
Aerógrafo profesional de doble acción con copa superior.

En un aerógrafo de doble acción independiente, la palanca controla todo el flujo de aire y el de pintura por separado. su principal virtud está en controlar la presión del aire gracias a una válvula situada en la parte baja del cuerpo y por delante del gatillo. Los aerógrafos de este tipo pueden alimentarse por succión o por gravedad; este sistema permite al operador un control máximo sobre el aparato, y con él funcionan los modelos más versátiles y avanzados.

### Doble acción fija
En este sistema la palanca controla el flujo de aire y el de pintura, pero ambos están siempre en una relación fija. Es más sencillo para el principiante, pero menos versátil. Lo mismo que un coche con caja de cambios automática, puede resultar limitante.

### De turbina
Este tipo de aerógrafo es el único que no funciona siguiendo el principio de Bernoulli y resulta ideal para trabajos de detalles muy finos. El aire, en realidad, va por dos caminos: primero hace funcionar una turbina a 20.000 rpm, que conecta con un brazo que empuja la aguja hacia atrás y hacia delante sumamente deprisa. Y también dobla una esquina y sale por una boquilla convencional.